# Balboa Island
Albums de The Pretty Things
Rage Before Beauty
(1999) Philippe DeBarge
(2009)
Balboa Island est le onzième album studio des Pretty Things, sorti en 2007.

## Titres
| No  | Titre                                        | Durée |
| --- | -------------------------------------------- | ----- |
| 1.  | The Beat Goes On (Holland, May, St. John)    | 4:13  |
| 2.  | Livin' in My Skin (Holland, May)             | 3:56  |
| 3.  | Buried Alive (Holland, May)                  | 3:36  |
| 4.  | (Blues for) Robert Johnson (Holland, May)    | 7:59  |
| 5.  | Mimi (Taylor)                                | 2:35  |
| 6.  | Pretty Beat (Holland, May, St. John, Taylor) | 2:51  |
| 7.  | The Ballad of Hollis Brown (Dylan)           | 6:30  |
| 8.  | In the Beginning (Holland, May)              | 4:41  |
| 9.  | Feel Like Goin' Home (trad.)                 | 2:39  |
| 10. | Freedom Song (trad.)                         | 4:45  |
| 11. | Dearly Beloved (May, Povey)                  | 4:58  |
| 12. | All Light Up (Holland, May, St. John)        | 4:29  |
| 13. | Balboa Island (Holland)                      | 4:41  |

## Musiciens

### The Pretty Things
- Phil May : chant
- Dick Taylor : guitare, banjo
- John Povey : claviers, harpe, chant
- Wally « Waller » Allen : basse, chant
- Frank Holland : guitares, chant
- Skip Alan : batterie, percussions
- Mark St. John : batterie, chant

### Musiciens supplémentaires
- James Cheetham : piano et orgue (4)
- Rupert Cobb : trompette
- Duncan Taylor-Jones : chant (11)
- Scarlett Wrench : chant